# Walk the Line
Walk the Line er en amerikansk farvefilm, der havde premiere 4. september 2005. Filmen er instrueret af James Mangold, og producere er John Carter Cash, Alan C. Blomquist og James Keach. Produktionsomkostningerne var på 28 mill. dollars. Filmen havde dansk premiere den 3. februar 2006.
Filmens titel er hentet fra kæmpehittet "I Walk The Line" med (og af) Johnny Cash.
Filmen beskriver countrysangeren Johnny Cash' liv og karriere, uden dog fuldtud at være dokumentarisk korrekt. Fx viser filmen flere scener, hvor Johnny Cash er på turne med kollegaerne fra Sun Records, Elvis Presley, Roy Orbison, Carl Perkins og Jerry Lee Lewis, selv om Elvis rent faktisk forlod Sun i 1956 og Jerry Lee først begyndte der i 1957. James Mangold baserede filmen delvist på samtaler med Cash og Carter inden de begge døde i 2003, Cash og Carter godkendte sågar skuespillerne, der havde rollerne som dem selv. 
I en meget overbevisende rolle som Johnny Cash ses Joaquin Phoenix, mens Reese Witherspoon spiller hans 2. hustru, June Carter Cash. Phoenix blev i 2006 Oscar-nomineret som bedste mandlige skuespiller for rollen, mens Witherspoon samme år fik en Oscar for sin præstation i filmen. Walk the Line var i alt nomineret til 5 Oscars.
Det var Joaquin Phoenix selv, som sang Johnny Cash-sangene i filmen, ligesom Witherspoon også selv sang June Carters sange.

## Andet
Som et kuriosum kan nævnes, at rollen som country-stjernen Waylon Jennings spilles af hans søn Shooter Jennings.

## Medvirkende
| Skuespiller           | Rolle                |
| --------------------- | -------------------- |
| Joaquin Phoenix       | Johnny Cash          |
| Reese Witherspoon     | June Carter Cash     |
| Ginnifer Goodwin      | Vivian Cash          |
| Robert Patrick        | Ray Cash             |
| Dallas Roberts        | Sam Phillips         |
| Dan John Miller       | Luther Perkins       |
| Larry Bagby           | Marshall Grant       |
| Shelby Lynne          | Carrie Cash          |
| Tyler Hilton          | Elvis Presley        |
| Waylon Payne          | Jerry Lee Lewis      |
| Shooter Jennings      | Waylon Jennings      |
| Sandra Ellis Lafferty | Maybelle Carter      |
| Dan Beene             | Ezra Carter          |
| Clay Steakley         | W.S. "Fluke" Holland |
| Johnathan Rice        | Roy Orbison          |
| Johnny Holiday        | Carl Perkins         |